# UnoTheActivist
Troy Vashon Donte Lane, szakmai nevén UnoTheActivist (más néven The Act) (?, 1996. április 13. –) amerikai rapper és énekes Georgia államból. A többi atlantai rapperrel, Thouxanbanfaunival és Playboi Cartival való együttműködéséről is ismert. Nemrég[mikor?] elárulta, hogy Snoop Dogg távoli unokatestvére.

## Fiatalkora
Lane a kilencedik osztályban kezdett rappelni. Első kislemezét középiskolai évfolyamon adta ki. Közeli barátságban volt a másik atlantai rapperrel, Playboi Cartival is.
Egy 2024 karácsonyán megosztott tweetben Lane megosztott magáról egy képet, amelyen kadét egyenruhát visel, és azt mutatja, hogy egy ponton az Egyesült Államok hadseregében volt, és a következő felirattal szerepelt: „Fun Fact I Went Awol From The Army When I As 18 To Pursue My Music Career. AnyThing Is Possible!!”.

## Karrier

### 2015–2016: kezdetek
2015-ben kiadott egy együttműködési projektet a másik atlantai rapperrel, Thouxanbanfaunival For Christ Sake címmel.

### 2016 – napjainkig: emelkedő népszerűség
2016 júniusában Playboi Cartival kiadott egy kislemezt What címmel, amely azután vált népszerűvé, hogy a videóját feltöltötték az ASAP Rocky YouTube-csatornájára. 2017 júniusában kiadta az amerikai rapperrel, Famous Dex-szel közös munkát "Hold Up" címmel. 2017 szeptemberében kiadta a Live.Shyne.Die mixtape-et. 2019 januárjában feltűnt Elias Boussnina rapper "Bring the Pain" című kislemezén. 2019 februárjában kiadta a Thouxanbanfaunival közös projektjének folytatását For Christ Sake 2 címmel. 2021 januárjában kiadta második nagylemezét, az Unovere-t.